# Amberboa
Amberboa (Amberboa (Pers.) Less.) – rodzaj roślin z rodziny astrowatych. Obejmuje 12 gatunków. Rośliny te występują w zachodniej i środkowej Azji – w Azji Mniejszej i na Kaukazie, w Iranie, Afganistanie, Pakistanie, Uzbekistanie, Tadżykistanie, Kirgistanie, Kazachstanie, na Syberii i w Sinciang. Dla efektownych i pachnących kwiatostanów uprawiana jest amberboa piżmowa A. moschata. Gatunek ten jako zdziczały z upraw zarejestrowany został w różnych krajach Ameryki Północnej, Europy oraz południowej i wschodniej Azji.

## Morfologia
PokrójNieuzbrojone (bez kolców) rośliny jednoroczne, rzadziej dwuletnie. Pędy prosto wzniesione, nierozgałęzione lub rozgałęziające się od ziemi, nagie, osiągające od 20 do 70 cm wysokości.
LiścieCałobrzegie, ząbkowane lub w różnym stopniu pierzastoklapowane. Dolne liście większe i ogonkowe, górne siedzące i mniejsze.
KwiatySkupione w pojedynczych koszyczkach na szczytach łodyg. Okrywy jajowate o średnicy 12–16 mm. Ich listki liczne, w kilku rzędach. Zewnętrzne (dolne) listki bez przydatków, obłonione, tępo zakończone. Wewnętrzne (górne) z błoniastymi przydatkami, całobrzegimi lub kolczastymi. Na płaskim dnie koszyczka znajdują się łuseczkowate szczecinki. Kwiaty w koszyczkach są liczne, zewnętrzne mają powiększone płatki korony kwiatu o ciemniej zabarwionych końcach łatek i są płonne. Wewnętrzne są płodne, obupłciowe. Korony są białe, żółte, różowe i purpurowe. Szyjka słupka zwieńczona jest dwoma długimi ramionami.
OwoceJajowato podługowate, żebrowane i owłosione niełupki, zwykle brązowe. Na szczycie z ząbkowanym pierścieniem. Puch kielichowy w postaci trwałych, wąskich i wolnych łusek wyrastających w kilku rzędach.

## Systematyka
Rodzaj zaliczany do podplemienia Centaureinae, plemienia Cardueae, podrodziny Carduoideae w obrębie rodziny astrowatych Asteraceae. Rodzaj wydzielany jest też do tzw. grupy Volutaria.
Rodzaj często był włączany do rodzaju chaber Centaurea, od którego jednak różni się m.in. budową owocu i podstawową liczbą chromosomów. Badania molekularne wykazały że rodzaj zajmuje pozycję bazalną w obrębie podplemienia Centaureinae.
Wykaz gatunków
- Amberboa amberboi (L.) Tzvelev
- Amberboa bucharica Iljin
- Amberboa glauca (Puschk. ex Willd.) Grossh.
- Amberboa gubanovii Gabrieljan
- Amberboa iljiniana Grossh.
- Amberboa maroofii Negaresh
- Amberboa moschata (L.) DC. – amberboa piżmowa[6]
- Amberboa nana (Boiss.) Iljin
- Amberboa sosnovskyi Iljin
- Amberboa takhtajanii Gabrieljan
- Amberboa turanica Iljin
- Amberboa zanjanica Ranjbar & Negaresh